# Palais épiscopal de Vršac
Le palais épiscopal de Vršac (en serbe cyrillique : Владичански двор у Вршцу ; en serbe latin : Vladičanski dvor u Vršcu) est un édifice situé à Vršac, en Serbie, dans la province de Voïvodine. En raison de son importance, il est inscrit sur la liste des monuments culturels d'importance exceptionnelle de la république de Serbie (identifiant no SK 1425).

## Présentation

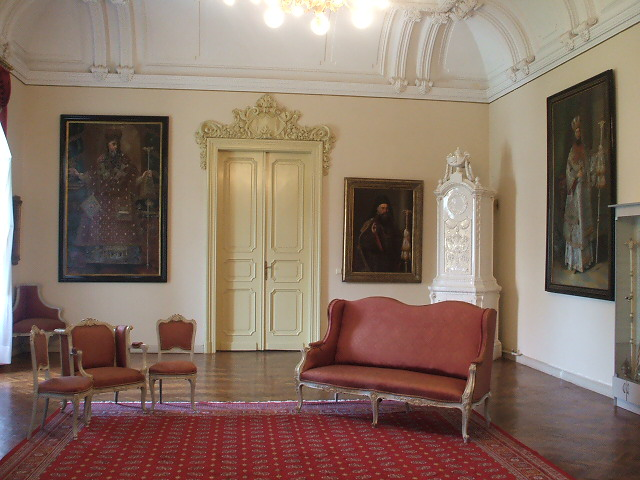
Salon d'honneur du Palais épiscopal

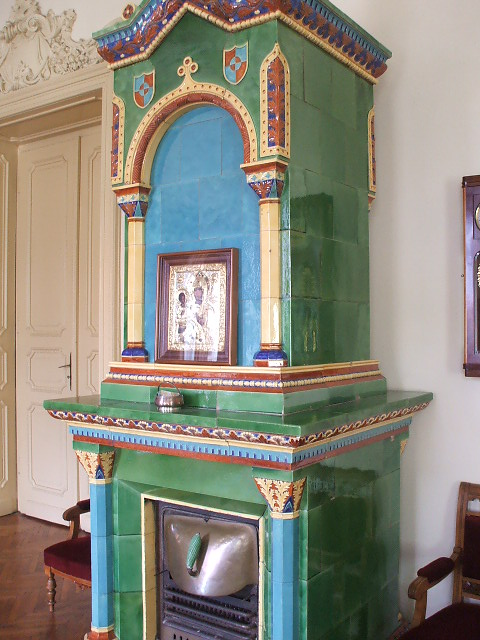
Poêle de style "Sécession", offert par la ville de Budapest.

Le palais épiscopal de Vršac, résidence des évêques orthodoxes de l'Éparchie du Banat, a été construit entre 1750 et 1757 à l'instigation de l'évêque Jovan Georgijević (1749-1769). D'abord édifié dans un style néoclassique, il fut remanié en 1904, ce qui lui donna son actuel aspect baroque et éclectique, aussi bien à l'extérieur qu'à l'intérieur. La façade principale de l'édifice se caractérise par sa symétrie, avec une avancée centrale et deux autres avancées latérales, chacune de ces avancées étant surmontée d'un toit semi-pyramidal ; la façade est également rythmée par des pilastres, des corniches et des motifs sculptés encadrant les fenêtres. 
À l'intérieur se trouve une chapelle dite du Saint-Archange, bâtie en 1763, ornée notamment de décors évoquant l'arbre de Jessé. Son iconostase, de style baroque, est ornée d'une riche décoration en stuc ; ses peintures, dont une composition centrale représentant la Naissance du Christ, ont été réalisées entre 1761 et 1765 par Nikola Nešković. Le palais abrite également une icône venue de Kiev au XIVe siècle.
Le hall du premier étage est orné de panneaux peints représentant les sept monastères du Banat. Dans le couloir sont visibles une huile sur toile, Saint-Georges terrassant le dragon, peinte par le peintre Stevan Aleksić en 1909, et une grande icône évoquant la Jérusalem céleste. Dans le salon sont exposés les portraits des évêques ; ce salon est notamment doté de deux poêles blancs et d'un mobilier baroque offert par Venise (canapés, fauteuils, encoignures...). La bibliothèque conserve de nombreux ouvrages anciens dont le célèbre Évangile de Vadin. Le cabinet de travail présente une série de portraits d'évêques et abrite un poêle de style Sécession offert par Budapest et installé en 1911,.